# Daniele Alabiso
Daniele Alabiso (* ?) ist ein italienischer Filmeditor.

## Leben
Alabiso begann im Jahr 1961 mit dem Filmschnitt und war an über 100 Filmen beteiligt. Zuletzt war er im Jahr 1997 mit dem Film Zwei Fäuste für Miami tätig.

## Filmografie (Auswahl)
- 1961: Der furchtlose Rebell (Vanina Vanini)
- 1962: Schwarze Seele (Anima nera)
- 1963: Abrechnung in Veracruz (El sabor de la venganza)
- 1964: Die letzte Kugel traf den Besten (Aventuras del Oeste)
- 1965: Scharfe Schüsse auf Jamaika (A 001: operazione Giamaica)
- 1965: Die vier Geier der Sierra Nevada (I quattro inesorabili)
- 1966: Wie tötet man eine Dame? (Das Geheimnis der gelben Mönche)
- 1967: Du stirbst um sechs in Tetuan (La lunga sfida)
- 1968: Ein Colt für hundert Särge (Una pistola per cento bare)
- 1968: Himmelfahrtskommando El Alamein (Commandos)
- 1968: Zum Abschied noch ein Totenhemd (Vendo cara la pelle)
- 1969: Um sie war der Hauch des Todes (Los desesperados)
- 1969: Zwei Trottel als Revolverhelden (Franco e Ciccio sul sentiero di guerra)
- 1972: Camorra
- 1974: Sie nannten ihn Plattfuß (Piedone lo sbirro)
- 1975: Flash Solo (Il giustiziere sfida la città)
- 1975: Die Viper (Roma a mano armata)
- 1976: Die blutigen Spiele der Reichen (Roma: l’altra faccia della violenza)
- 1976: Politess im Sitten-Stress (La poliziotta fa carriera)
- 1977: Mondo Cannibale, 2. Teil – Der Vogelmensch (Ultimo Mondo cannbale)
- 1978: Der Superbulle räumt die Wüste auf (Il figlio dello sceicco)
- 1978: Der Superbulle jagt den Paten (Squadra antimafia)
- 1979: Die Nackte von Sados (I mavri Emmanouella)
- 1980: Großangriff der Zombies (Incubo sulla città contaminata)
- 1980: Desideria (Desideria: La vita interiore)
- 1982: Das Schlitzohr vom Highway 101 (Delitto sull’autostrada)
- 1985: Die Miami Cops (Poliziotti dell’ottava strada)
- 1986: Aladin (Superfantagenio)